# Домброва (Островський повіт)
Домброва (пол. Dąbrowa) — село в Польщі, у гміні Анджеєво Островського повіту Мазовецького воєводства.
Населення — 163 особи (2011).
У 1975-1998 роках село належало до Ломжинського воєводства.

## Демографія
Демографічна структура станом на 31 березня 2011 року:
|          | Загалом | Допрацездатний вік | Працездатний вік | Постпрацездатний вік |
| -------- | ------- | ------------------ | ---------------- | -------------------- |
| Чоловіки | 90      | 21                 | 55               | 14                   |
| Жінки    | 73      | 15                 | 36               | 22                   |
| Разом    | 163     | 36                 | 91               | 36                   |